# Marcelino Menéndez Pelayo
Marcelino Menéndez Pelayo (Santander, 3 de novembro de 1856 – Santander, 19 de maio de 1912) foi um escritor, filólogo, crítico literário e historiador espanhol. 
Consagrado primariamente à história das ideias, à crítica e história da literatura espanhola e hispano-americana e à filologia hispânica em geral, também trabalhou com poesia, tradução e filosofia.

## Biografia
Estudou o segundo grau no Instituto Cantábrico da sua cidade natal. Posteriormente, completou a sua formação  na Universidade de Barcelona (1871–1873) com Manuel Milá i Fontanals, na de Madrid (1873), onde uma arbitrariedade acadêmica do catedrático Nicolás Salmerón, que mandou repetir curso aos seus alunos sem os ter examinado, inimistaria-o de por vida com o krausismo postkantiano e com os hegelianos em geral, e em Valladolid (1874), onde intimou com o que seria o seu grande amigo, o conservador Gumersindo Laverde, que o afastou do seu inicial liberalismo e o orientou  para o partido mais conservador, o dos chamados neocatólicos. Fez uma viagem de estudos a bibliotecas de Portugal, Itália, França, Bélgica e Holanda (1876–1877) e exerceu de catedrático da Universidade de Madrid (1878).
Foi eleito membro da Real Academia Espanhola (1880), deputado nas Cortes (1884–1892), Diretor da Biblioteca Nacional de España entre 1898 e 1912, e diretor da Real Academia de la Historia (1909). Antes de falecer virou para o seu inicial liberalismo, se bem que ancorado em pontos de vista solidamente cristãos, e corregeu muitos dos seus primitivos julgamentos desfavoráveis sobre Gaspar Núñez de Arce ou Benito Pérez Galdós, que terminou por ser o seu amigo.

## Obra

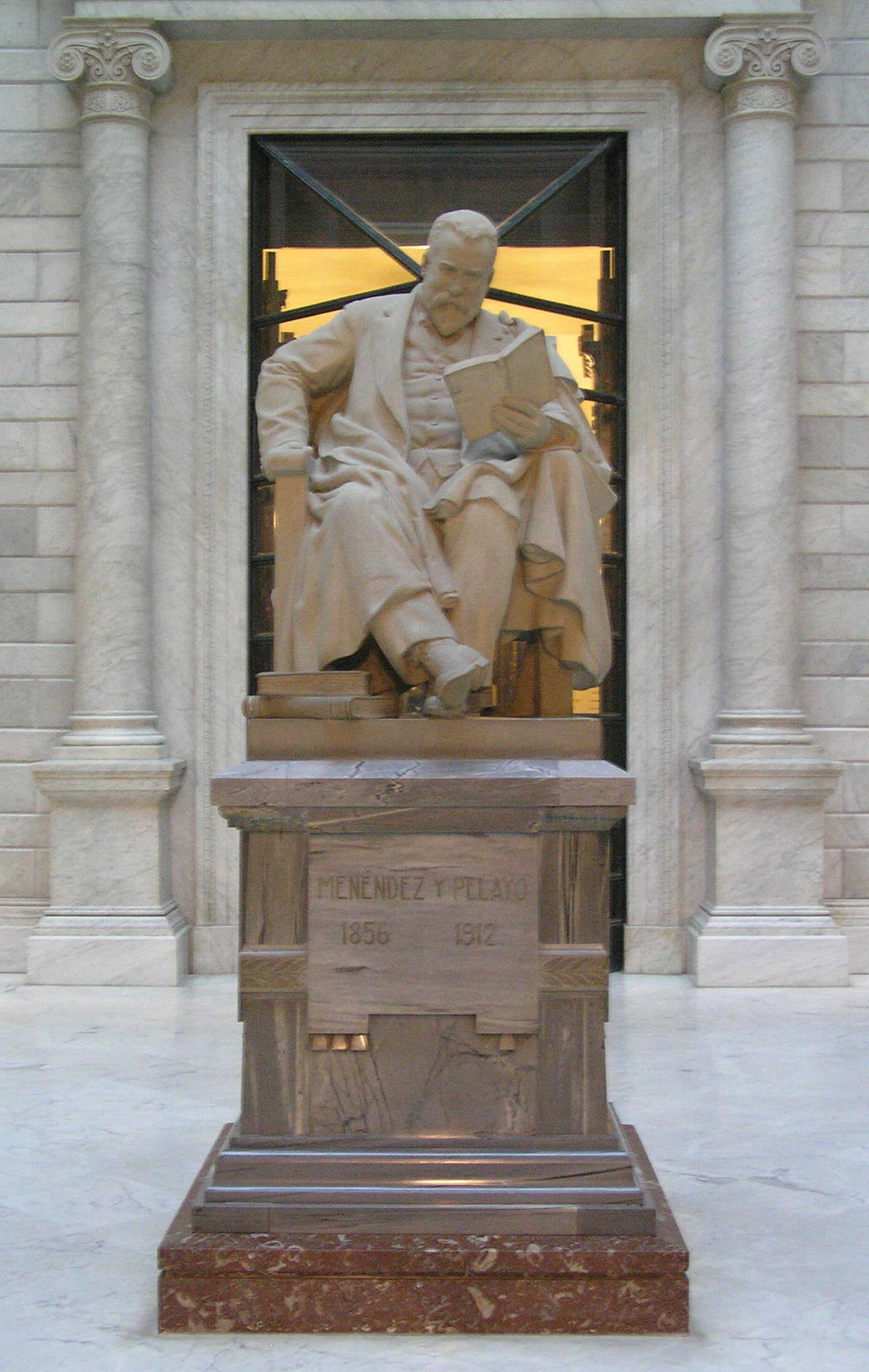
Estátua de Marcelino Menéndez Pelayo no átrio da Biblioteca Nacional de Espanha

Escreveu La ciencia española (1876), reivindicação da existência de uma tradição científica na Espanha. Horacio en España (1877) é uma análise das traduções de Horácio na literatura espanhola, de acordo com  os gostos classicistas do seu autor. É famosa  a Historia de los heterodoxos españoles (1880–1882), onde estuda a tradição cristã através da história da Espanha, da Idade Média até finais do século XIX, e analisa o trabalho de todos os pensadores e escritores perseguidos pela tradição católica espanhola, assumindo o ponto de vista do catolicismo. Na sua segunda edição corregeu alguns dos seus pontos de vista, mas não, por exemplo, os seus jocosos comentários e ironias contra os krausistas e os hegelianos, em especial contra Emilio Castelar. Historia de las ideas estéticas en España (1883–1891) explora, compendia e reinterpreta a bibliografia existente sobre estética literária e artística em diferentes épocas da tradição cultural espanhola.
Menéndez Pelayo empreendeu três longos trabalhos que o ocupariam quase até a sua morte. Um é a publicação das Obras de Lope de Vega (1890–1902) em 13 tomos; o segundo é a Antología de poetas líricos castellanos (1890–1908), outros 13 tomos consagrados à poesia medieval salvo o último, dedicado a Juan Boscán, e que, em que pese ao seu título, integra também poesia épica e didática, tornando a Antología numa verdadeira Historia de la poesía castellana en la Edad Media, como a intitulou ao reimprimi-lo em 1911. O terceiro é o seu estudo sobre Orígenes de la novela, três tomos publicados em 1905, 1907 e 1910, com um quarto tomo póstumo onde examina as imitações no século XVI de La Celestina. Simultaneamente, publica Antología de poetas hispanoamericanos (1893–1895), 4 tomos que são na realidade uma Historia de la poesía hispanoamericana como a intitulou ao reeditá-la em 1911. Corregeu nesta edição as suas apreciações sobre o Peru após um contato com o Marquês de Montealegre de Aulestia. O de 1911 é um estudo geral de toda a poesia hispano-americana que serviu para congraciar as ex colônias com a Espanha, e reimprimiu em 5 tomos os seus Estudios de crítica literaria (1892–1908) e os Ensayos de crítica filosófica (1892). Paralelamente, em 1898, fora nomeado diretor da Biblioteca Nacional de Madrid.

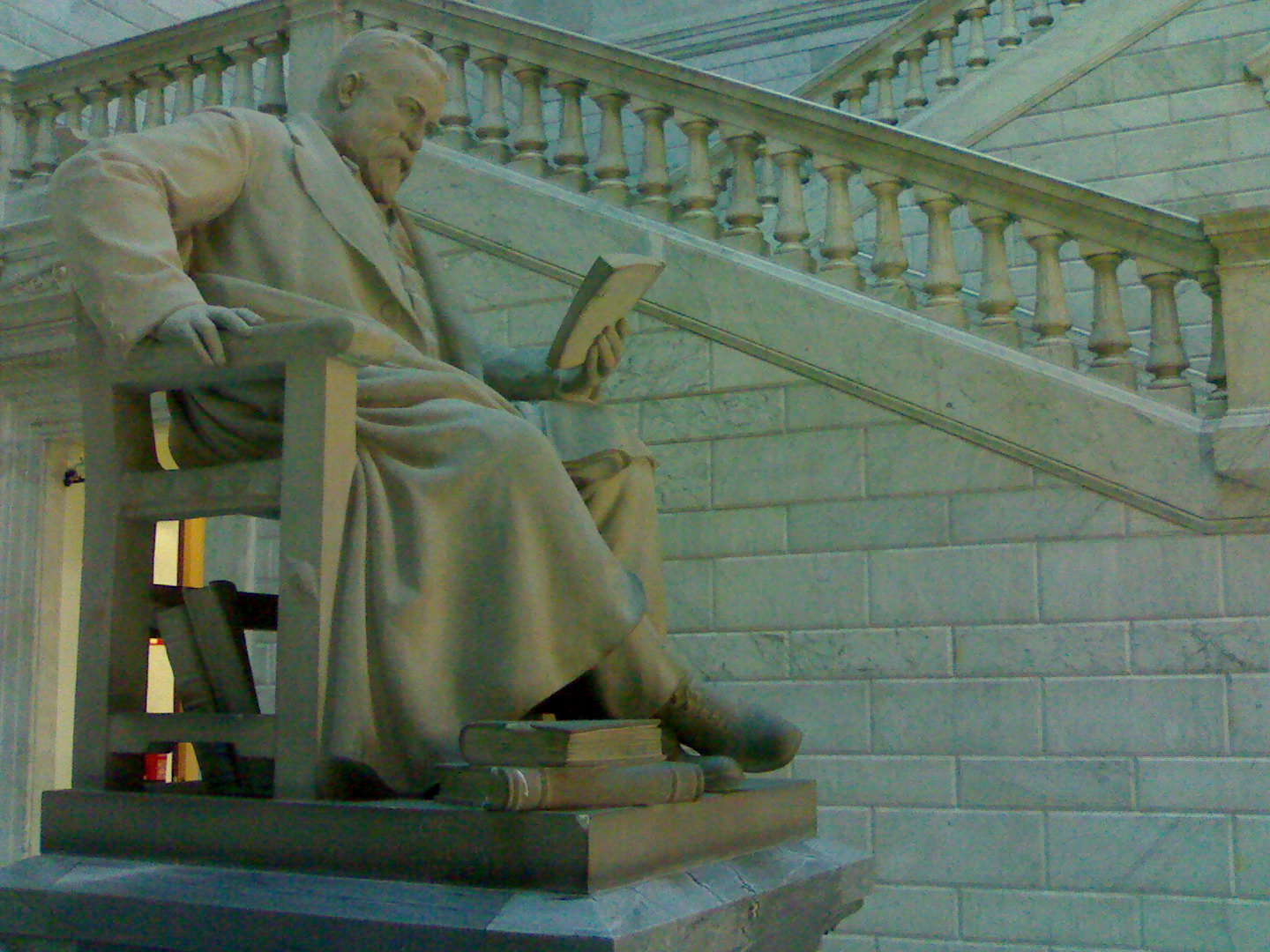
Estátua de Marcelino Menéndez Pelayo no átrio da Biblioteca Nacional de Espanha

De entre os seus discípulos podem-se citar: Adolfo Bonilla y San Martín, editor das Obras completas de Cervantes, entre outros trabalhos; ao fundador da filologia hispânica como disciplina científica, Ramón Menéndez Pidal, e ao catedrático de Estética da Universidade Complutense de Madrid, José María Sánchez Muniaín, que compilou a Antología General de Menéndez Pelayo.

## Antologia de poetas líricos castelhanos
Recolhe a poesia lírica espanhola, do seu começo até o Renascimento; compreende, pois, toda a Idade Média espanhola.

## História dos Heterodoxos espanhóis
Remonta aos seus anos de estudante, quando Laverde visava somente que o seu discípulo escrevesse uma série de esboços de hereges ou heterodoxos espanhóis célebres. A obra resultou em oito tomos de uma média de mais de 500 páginas cada um.